# Coronado National Forest
Der Coronado National Forest ist ein insgesamt 7200 km² großes Waldgebiet im Südosten des US-Bundesstaats Arizona. Es liegt östlich und südlich der Stadt Tucson in den Countys Cochise, Graham, Pima und zu einem sehr geringen Teil auch in Pinal County.

## Ranger-Distrikte
Das Gebiet ist in mehrere nicht zusammenhängenden Ranger-Distrikte geteilt:
- Santa Catalina Ranger Distrikt
- Safford Ranger Distrikt
- Nogales Ranger Distrikt
- Douglas Ranger Distrikt
- Sierra Vista Ranger Distrikt

## Wildnis-Gebiete

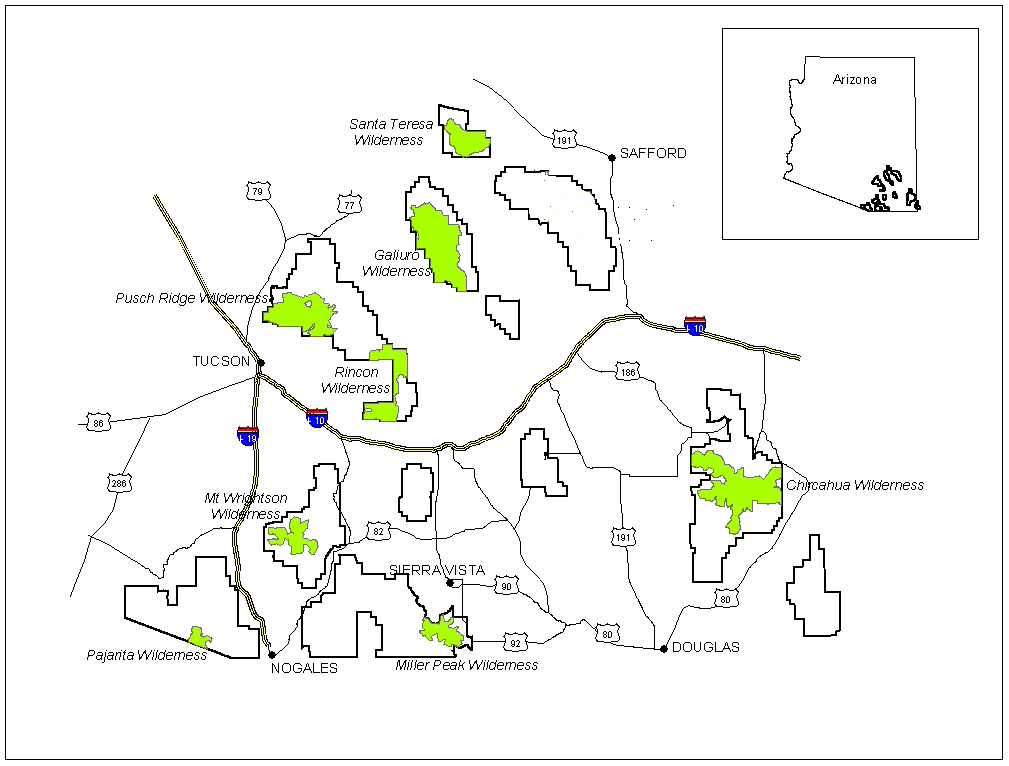
Wilderness-Gebiete im Coronado National Forest

Innerhalb des Coronado National Forest liegen acht erklärte Wildnis-Gebiete (wilderness areas). Jeder Ranger-Distrikt besitzt mindestens ein Wildnisgebiet. Diese besonders geschützten Bereiche erlauben Wandern, Reiten, Camping, Jagd und Fischen. Die Verwendung mechanischer oder motorisierter Geräte, wie Fahrräder, Generatoren, Kettensägen und Autos  ist verboten.

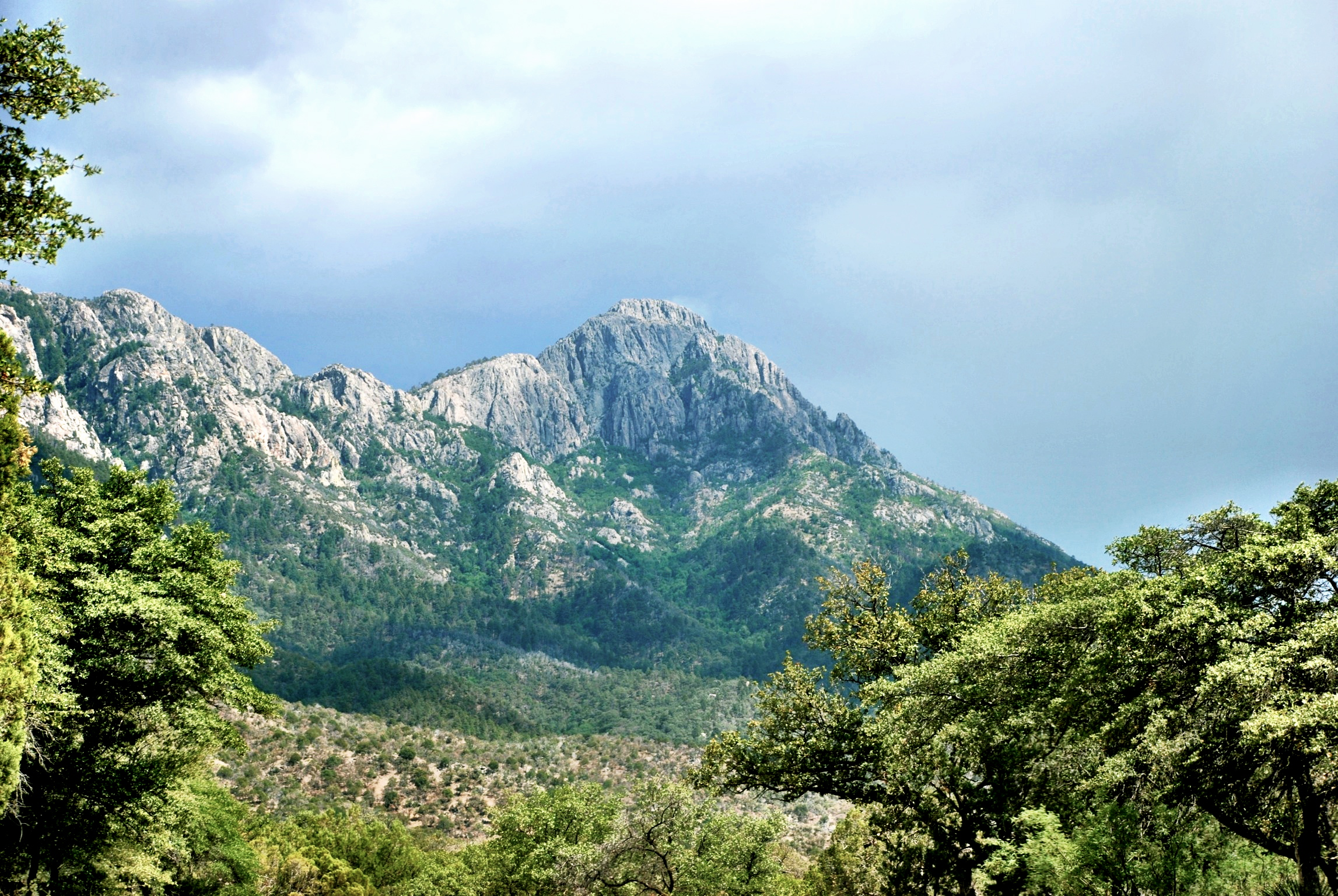
Mount Wrightson

- Chiricahua Wilderness (Douglas District)
- Galiuro Wilderness (Safford District)
- Miller Peak Wilderness (Sierra Vista District)
- Mount Wrightson Wilderness (Nogales District)
- Pajarita Wilderness (Nogales District)
- Pusch Ridge Wilderness (Santa Catalina District)
- Rincon Wilderness (Santa Catalina District)
- Santa Teresa Wilderness (Safford District)

## Sehenswürdigkeiten
Im Coronado National Forest oder seiner unmittelbaren Nähe liegen: 
- Saguaro-Nationalpark
- Coronado National Memorial
- Buenos Aires National Wildlife Refuge
- Fort Bowie National Historic Site
- Tumacácori National Historical Park.